# St. Elisabeth (Trimberg)

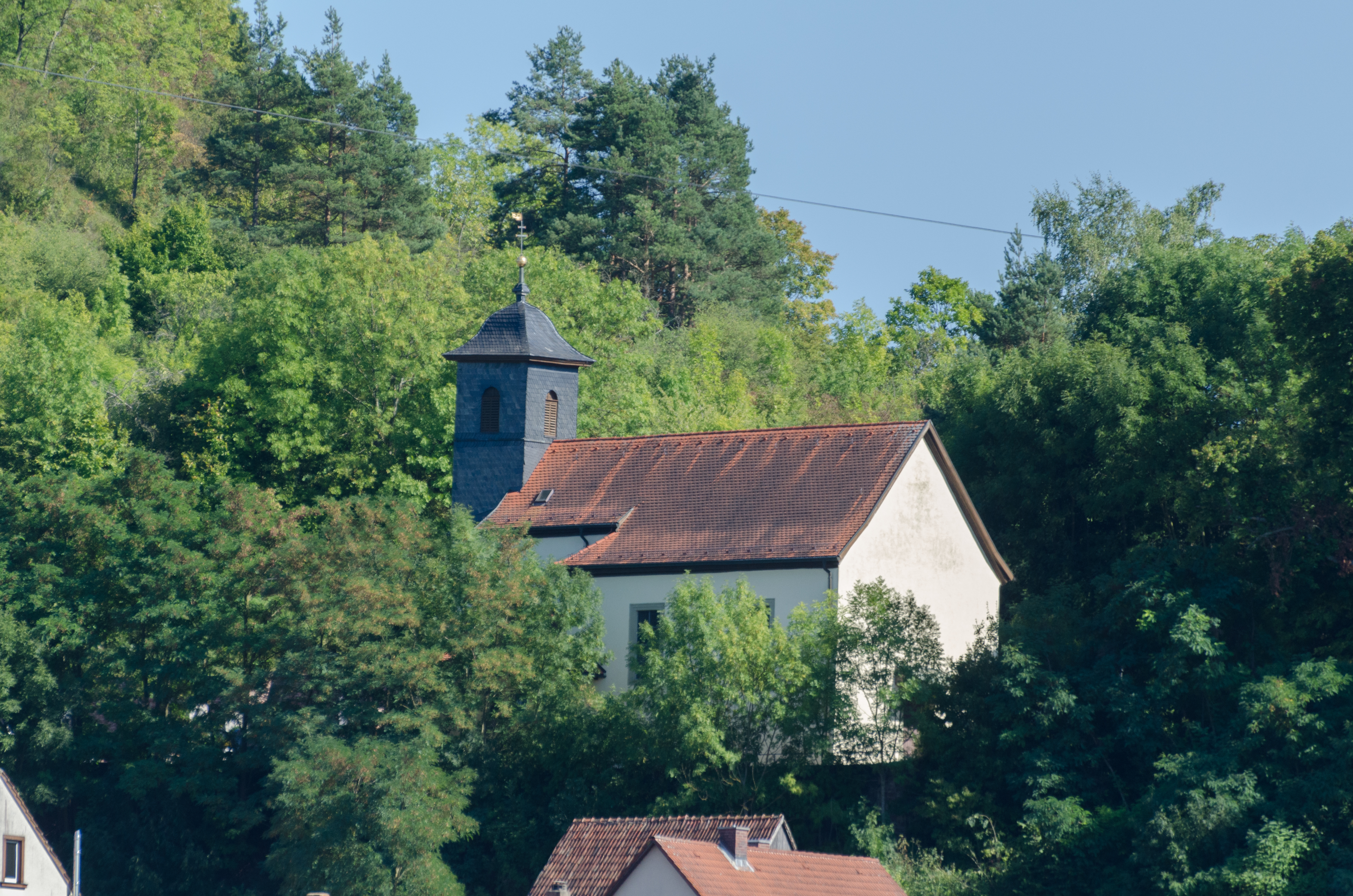
St. Elisabeth-Kirche von Trimberg

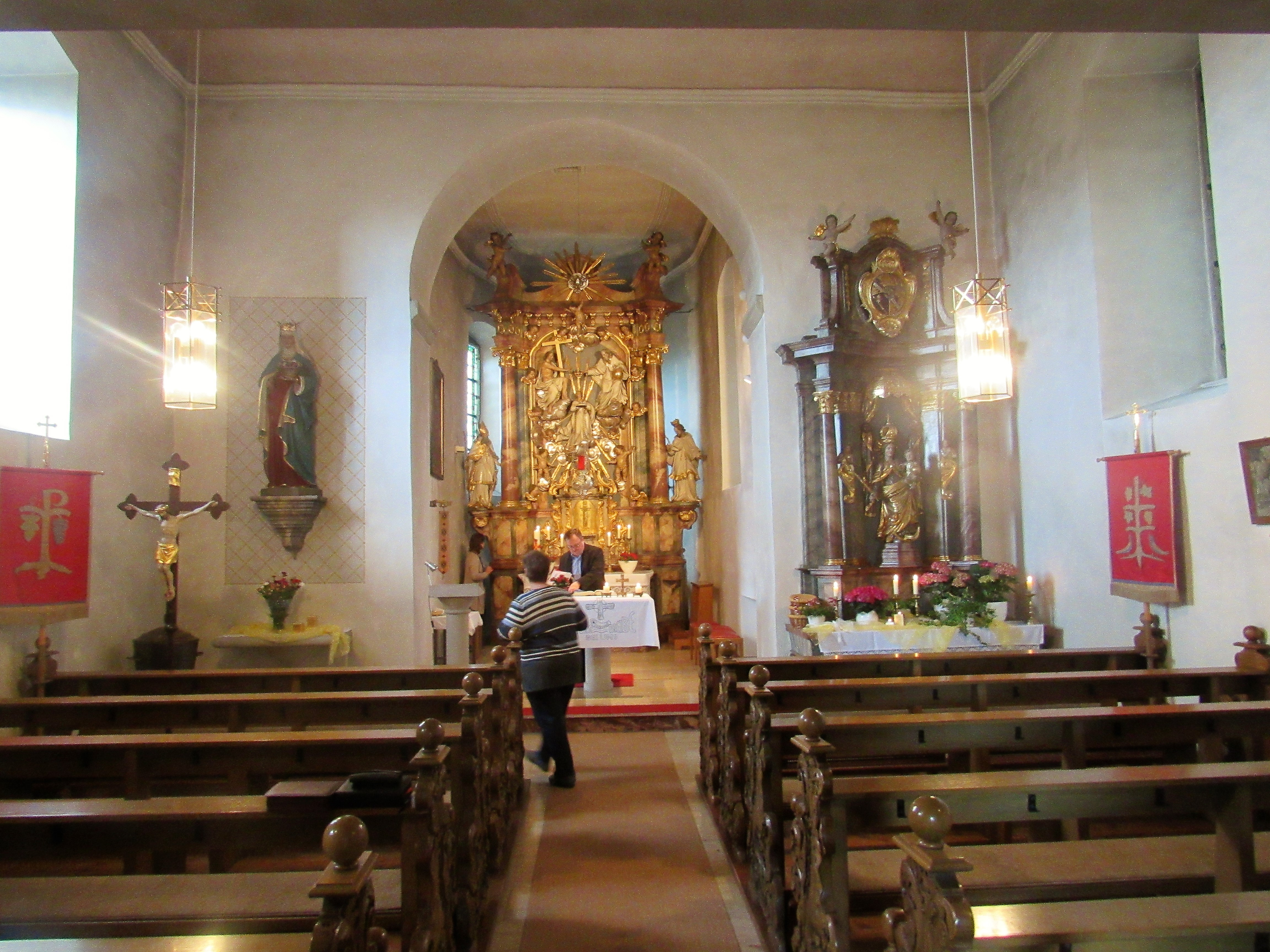
Inneres der Kirche

Die römisch-katholische Kirche St. Elisabeth befindet sich in Trimberg, einem Ortsteil des in Unterfranken gelegenen Marktes Elfershausen. Die Kirche ist der hl. Elisabeth von Thüringen geweiht.
Die Kirche gehört zu den Baudenkmälern von Elfershausen und ist unter der Nummer D-6-72-121-50 in der Bayerischen Denkmalliste registriert.

## Geschichte
Eine erste Trimberger Kirche wird für das Jahr 1381 erwähnt.
Die heutige römisch-katholische Kirche St. Elisabeth entstand in der ersten Hälfte des 18. Jahrhunderts.

## Beschreibung
Das Langhaus besitzt zwei Fensterachsen. Die Fenster der Kirche sind Segmentbögen. Der eingezogene nordöstliche Chor setzt sich im Untergeschoss des Kirchturms fort. Das Obergeschoss des Kirchturms ist aus Holz erstellt und hat eine Glockenhaube.

## Ausstattung
Der ursprüngliche Hochaltar der Kirche soll durch Unachtsamkeit der Ministranten abgebrannt sein. Am 11. November 1874 wurde der 1770 von Johann Peter Wagner gestaltete Altar aus der Salinenkirche (Hausen, heute Stadtteil von Bad Kissingen) als Hochaltar aufgestellt. Der Mittelteil des zweisäulig aufgebauten Altars zeigt eine plastische Darstellung der Krönung Mariens. Der rechte Seitenaltar, ebenfalls mit zweisäuligem Aufbau, ist mit einer Figur der Muttergottes ausgestattet. Der linke Seitenaltar wird ersetzt durch eine Figur der Kirchenpatronin Elisabeth von Thüringen.

## Glocken
Die große Glocke mit einem Durchmesser von 67 cm wurde im Jahr 1628 gegossen. Eine kleinere Glocke kam im Jahr 1919 dazu. Ihr Durchmesser betrug 53 cm. Soweit der Bestand im Jahr 1955. Heute besitzt die Kirche drei Glocken mit der Tonfolge d” – fis” – a”.